# 国鉄ソ80形貨車
国鉄ソ80形貨車（こくてつソ80がたかしゃ）は、かつて日本国有鉄道（国鉄）に在籍した事故救援用操重車（事業用貨車）である。鉄道車両の脱線事故や転覆事故の復旧に使用された。回転式キャブとクレーンを装備している。また、クレーンのブームを収めるための控車である長物車を伴っている。

## 概要
1956年（昭和31年）から1969年（昭和44年）にかけて、国鉄浜松工場および日立製作所で21両（ソ80 - ソ99, ソ180）が製造された。操重車の中でもソ30形とともに大型に分類され、扱い荷重は最大で 65t となっている。ソ30形を基本として、動力に何かと欠点の多かった蒸気機関に代え、ディーゼルエンジンを採用したものである。本形式は、大別して前期形（ソ80 - ソ83）、中期形（ソ84 - ソ97）、後期形（ソ98, ソ99, ソ180）の3種に分類される。
外部塗装は当初は全車淡緑色であったが、1968年（昭和43年）10月1日ダイヤ改正では高速化不適格車とされて最高速度65km/hの指定車となり、識別のため記号に「ロ」が追加され「ロソ」となり黄色（黄1号）の帯を巻いた。その後全般検査の際に、黄1号の1色塗りに変更された車が存在した。この色違いの明確な基準はなく、全般検査の際に入場する工場の違いによるものと思われる。

### 前期形
ブームの構造や主巻、補巻等の性能はソ30形と変わらず、走行装置の形状も同一である。動力としてディーゼルエンジン(DMH17, 160PS)を採用し、すべての操作を電気によって行うディーゼル電気式で、制御方式はワードレオナード方式である。台車内には自走用の電動機を各台車に1基ずつを装備する。
外観上は、ウインチ部分が覆われている。

### 中期形
ソ84からは、何かと問題の多かった補巻を廃止して主巻だけとし、それを補うため巻上げ速度を重量に応じた3段階とした。また、クレーンの駆動方式は油圧式とし、他の操作もすべて油圧式に変更された。ブームの先には補助フック (20t) を有し、これを用いることでブームを倒したままの作業も可能となり、電化区間での作業性も良くなった。自走用の動力も油圧式に変更されている。
それにともない、動力は日野DA59 (130PS) に変更された。

### 後期形

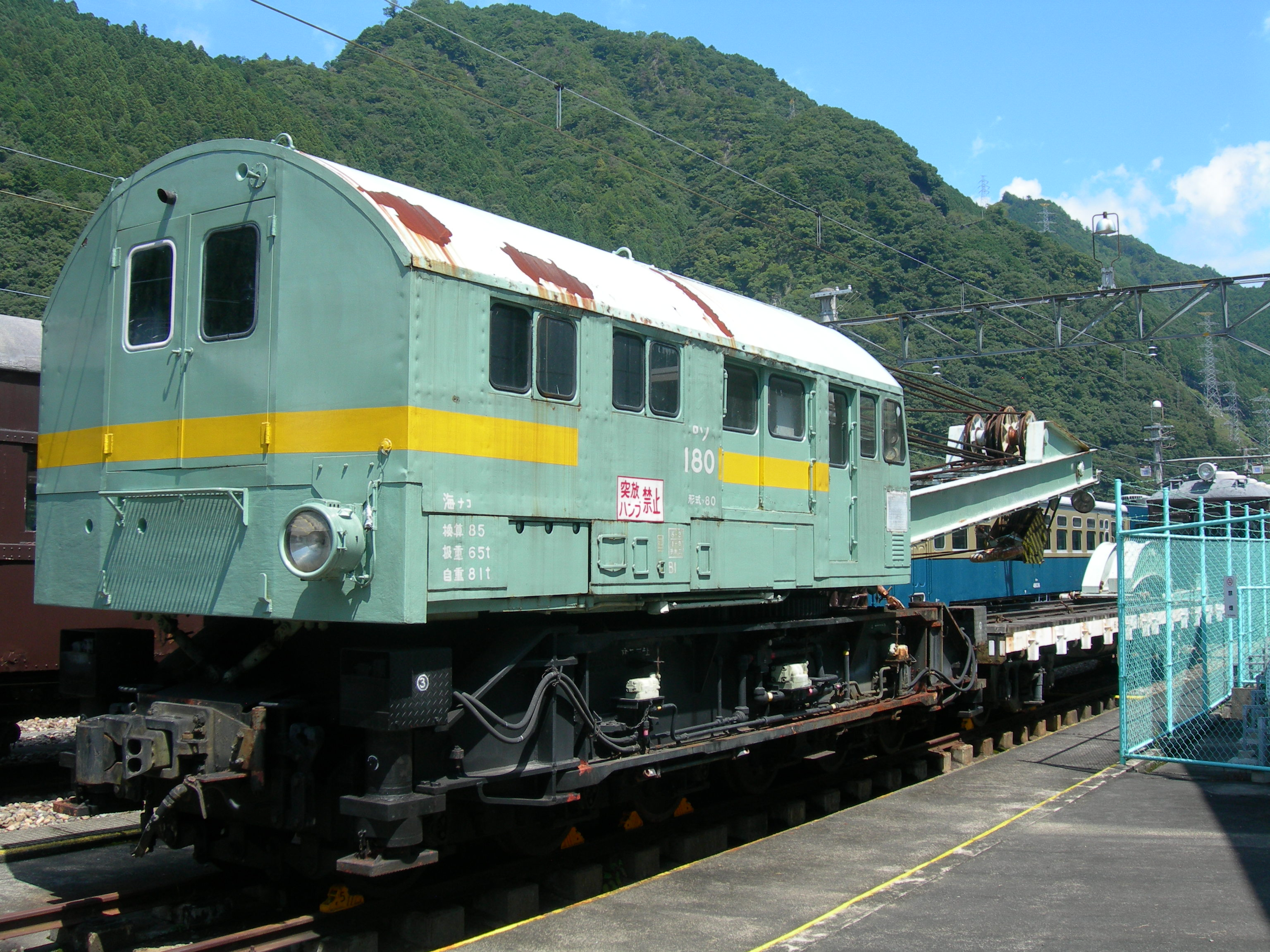
後期形のソ180と控車のチキ6132（佐久間レールパーク）

1969年（昭和44年）に製造されたグループで、日本最後の事故救援用操重車である。基本は中期形と同一であるが、ブームの形状や仰俯装置が大幅に変更され、機械室の窓もHゴム支持とされた。特にブームは従来の「く」の字型から直線形状となり、印象を大幅に変える要素となっている。下回りでは、操重車としては初めて車軸がコロ軸受とされているのが特徴的である。
21両目の番号は、すでにソ100形が存在したことから、180に飛んでいる。

## 配置
1980年（昭和55年）時点の常備駅（配置局）は次のとおりである。
- ソ80 - 稲沢駅（名古屋鉄道管理局）
- ソ81 - 長万部駅（青函船舶鉄道管理局）
- ソ82 - 浜松駅（静岡鉄道管理局）
- ソ83 - 岡山駅（岡山鉄道管理局）
- ソ84 - 宇都宮駅（東京北鉄道管理局）
- ソ85 - 沼津駅（静岡鉄道管理局）
- ソ86 - 金沢駅（金沢鉄道管理局）
- ソ87 - 吹田操車場（大阪鉄道管理局）
- ソ88 - 新鶴見操車場（東京南鉄道管理局）
- ソ89 - 高松駅（四国総局）
- ソ90 - 青森駅（盛岡鉄道管理局）
- ソ91 - 盛岡駅（盛岡鉄道管理局）
- ソ92 - 和歌山駅（天王寺鉄道管理局）
- ソ93 - 門司駅（門司鉄道管理局）
- ソ94 - 直江津駅（新潟鉄道管理局）
- ソ95 - 茅ケ崎駅（東京南鉄道管理局）
- ソ96 - 高崎操車場（高崎鉄道管理局）
- ソ97 - 鹿児島駅（鹿児島鉄道管理局）
- ソ98 - 八王子駅（東京西鉄道管理局）
- ソ99 - 田端操車場（東京北鉄道管理局）
- ソ180 - 塩尻駅（長野鉄道管理局）

1987年（昭和62年）の国鉄分割民営化に際しては、中期形以降の9両が事故救援用として旅客鉄道各社へ引き継がれた。その時点の配置区所と常備駅は次のとおりであった。
- 北海道旅客鉄道（1両）
  - ソ96 - 岩見沢運転所配置（岩見沢駅）
- 東日本旅客鉄道（3両）
  - ソ99 - 尾久客車区配置（尾久駅）
  - ソ91 - 盛岡客車区配置（盛岡駅）
  - ソ94 - 長岡運転区配置（南長岡駅）
- 東海旅客鉄道（1両）
  - ソ180 - 名古屋車両区配置（名古屋駅）
- 西日本旅客鉄道（2両）
  - ソ87 - 向日町運転所配置（梅小路駅）
  - ソ89 - 広島運転所配置（東広島駅）
- 四国旅客鉄道（1両）
  - ソ95 - 高松運転所配置（高松駅）
- 九州旅客鉄道（1両）
  - ソ93 - 門司港運転区配置（門司港駅）

その後順次廃車となり、最後まで在籍した盛岡運転所配置のソ91が2001年（平成13年）10月2日に廃車になったことにより形式消滅した。

## 保存車
- 北海道三笠市の三笠鉄道記念館にソ81（黄色）とチキ6147が保存されている。
- 静岡県浜松市天竜区の佐久間レールパークにソ180（淡緑色）とチキ6132が保存されていたが、同館閉館後の2010年（平成22年）7月頃に解体されている。